# Nån som du
Nån som du är den första singeln från Sonja Aldéns andra album Under mitt tak från 2008. Låten släpptes i början av sommaren 2008 på singel.

## Listplaceringar
| Lista (2008) | Topplacering |
| ------------ | ------------ |
| Sverige      | 29           |

### Fotnoter
1. ↑  ”Under mitt tak”. Svensk mediedatabas. 27 februari 2008. http://smdb.kb.se/catalog/id/002465149. Läst 22 november 2014.
2. ↑  ”Nån som du”. Svensk mediedatabas. 27 februari 2008. http://smdb.kb.se/catalog/id/002304573. Läst 22 november 2014.
3. ↑  ”Nån som du”. Swedishcharts. 27 februari 2008. http://www.swedishcharts.com/showitem.asp?interpret=Sonja+Ald%E9n&titel=N%E5n+som+du&cat=s. Läst 22 november 2014.